# Supercoupe de France de rink hockey
La supercoupe de France de rink hockey est une compétition sportive annuelle opposant le vainqueur du championnat de France de Nationale 1 à celui de la coupe de France.

## Historique
La compétition est fondée en 2018.

## Palmarès
| Saison | Vainqueur           | Second            |
| ------ | ------------------- | ----------------- |
| 2018   | SCRA Saint-Omer (1) | HC Quévert        |
| 2019   | SCRA Saint-Omer (2) | HC Quévert        |
| 2020   | Non disputé         | Non disputé       |
| 2021   | SCRA Saint-Omer (3) | CS Noisy-le-Grand |
| 2022   | SCRA Saint-Omer (4) | HC Quévert        |
| 2023   | SCRA Saint-Omer (5) | HC Quévert        |
| 2023   | SCRA Saint-Omer (6) | HC Quévert        |

### Feuilles de match
Les feuilles de match sont issues du site officiel de la Fédération française de roller sports : ffroller.fr.
1. ↑  Rapport 50025 du 14/09/2019 : Saint-Omer - Quévert
2. ↑  Rapport 50029 du 21/09/2019 : Quévert - Saint-Omer